# Kolshanoaivi
Kolshanoaivi är ett berg i Finland. Det ligger i Enare i landskapet Lappland, i den norra delen av landet, 1 000 km norr om huvudstaden Helsingfors. Toppen på Kolshanoaivi är 460 meter över havet. Kolshanoaivi ingår i Maarestunturit.
Terrängen runt Kolshanoaivi är kuperad åt sydost, men åt nordväst är den platt.  Trakten runt Kolshanoaivi är nära nog obefolkad, med mindre än två invånare per kvadratkilometer. Det finns inga samhällen i närheten. Omgivningarna runt Kolshanoaivi är i huvudsak ett öppet busklandskap.